# Trystenik (wieś)
Trystenik (bułg. Тръстеник) – wieś w Bułgarii, w obwodzie Ruse, w gminie Iwanowo. Według danych szacunkowych Ujednoliconego Systemu Ewidencji Ludności oraz Usług Administracyjnych dla Ludności, 15 czerwca 2020 roku miejscowość liczyła 1 189 mieszkańców.

## Infrastruktura
Na terenie wsi znajdują się cztery pomniki związane z rosyjsko-turecką wojną wyzwoleńczą, a także dwa pomniki związane z rebelią przeciwko dziesięcinie i jeden pomnik poświęcony poległym w wojnach o zjednoczenie narodowe. W budynku starego kmetstwa znajduje się muzeum historyczne.

## Osoby związane z miejscowością

### Urodzeni
- Ismail Trasteniklioglu (1780–1806) – osmański ajan